# Episodi di Tequila e Bonetti
Di seguito l'elenco degli episodi dell'unica stagione di Tequila e Bonetti:
| n° | Titolo originale       | Titolo italiano           | Prima TV USA     | Prima TV Italia |
| -- | ---------------------- | ------------------------- | ---------------- | --------------- |
| 1  | Street Dogs            | Super cane poliziotto     | 17 gennaio 1992  | 24 giugno 1993  |
| 2  | Teach Your Children    | Il predicatore            | 24 gennaio 1992  |                 |
| 3  | The Rose Cadillac      | La Cadillac rosa          | 31 gennaio 1992  |                 |
| 4  | Fetch This, Pal        | Il rosso e il verde       | 14 febbraio 1992 |                 |
| 5  | Runt of the Litter     | Tra due fuochi            | 21 febbraio 1992 |                 |
| 6  | Language of the Heart  | Il linguaggio del cuore   | 28 febbraio 1992 |                 |
| 7  | Tale of the Dragon     | Il racconto del drago     | 6 marzo 1992     |                 |
| 8  | A Perfect Match        | La video killer           | 13 marzo 1992    |                 |
| 9  | Mama                   | La mamma del tenente      | 3 aprile 1992    |                 |
| 10 | Wonderdog              | Quando l'attore è un cane | 10 aprile 1992   |                 |
| 11 | Reel Life              | Il film della vita        | 17 aprile 1992   |                 |
| 12 | Brooklyn and the Beast | Presunto colpevole        | 18 aprile 1992   |                 |